# Percy Shaw
Percy Shaw, (Halifax, Yorkshire del Oeste, Inglaterra, 15 de abril de 1890 – Ibidem, 1 de septiembre de 1976) fue un inventor inglés.  Patentó el "ojo de gato" en 1934, y fundó una empresa para fabricarlo en 1935.
Percy Shaw nació en Halifax, en Yorkshire del Oeste, el cuarto hijo y segundo varón de James Shaw, un peón que trabajaba en un molino, y su segunda mujer, Esther Hannah Morrell. El padre de Shaw también tuvo siete hijos con su primera mujer, Jane Brearley, que murió en 1883. En 1892, sus padres se mudaron a Boothtown, en Halifax, donde Shaw vivió para el resto de su vida.
Shaw fue educado en Boothtown Board School, y comenzó a trabajar como peón en un molino de tela a los 13 años de edad. Se convirtió en aprendiz de un electricista, pero los bajos sueldos le hicieron llevar a cabo una serie de trabajos de ingeniería local. Así pues, estaba bien preparado para unirse a su padre en un nuevo negocio reparando pequeñas herramientas de máquinas utilizadas en la producción de munición durante la Primera Guerra Mundial. Después de la muerte de su padre en 1929,  empieza su propio negocio como peón caminero, reparando carreteras hasta su muerte en 1976. Recibe la Orden del Imperio Británico en 1965.

## Invención

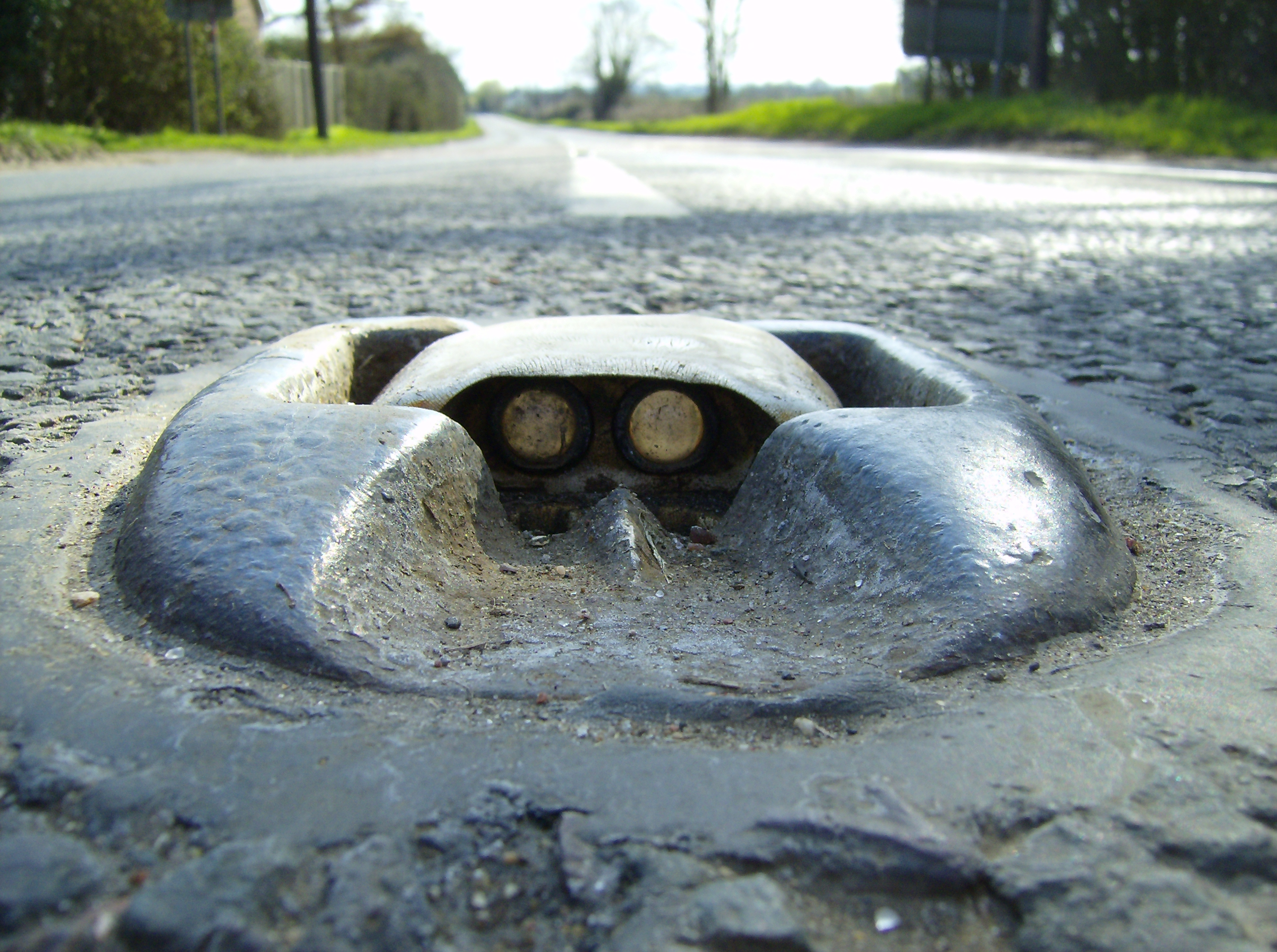
"Ojo de gato" en el Reino Unido.

Shaw era inventivo, incluso a una edad temprana, pero su invento más famoso fue el "ojo de gato", usado para iluminar las carreteras en la oscuridad. Hay varias historias sobre cómo se le ocurrió la idea. La más famosa tiene que ver con su conducción por la "carretera difícil" (Queensbury Road, parte de la A647 y con una pendiente muy pronunciada hacia un lado) desde la taberna Old Dolphin en Clayton Heights hasta su casa en Halifax, cuando un gato en una valla al borde de la carretera miró el automóvil, reflejando sus faros y permitiéndole tomar medidas correctivas y permanecer en la carretera. Sin embargo, en una entrevista con Alan Whicker contó una historia diferente: se vio inspirado por una noche de niebla a pensar en una forma de mover los clavos reflectantes de las señales de tráfico a la superficie de la carretera. Además, a los escolares locales que fueron llevados a visitar la fábrica a finales de la década de 1970 se les dijo que la idea surgió cuando empezaron a desmontar las vías del tranvía, las cuales usaba Shaw para orientarse de noche siguiendo el reflejo de sus faros en el hierro pulido, lo que lo llevó a buscar una solución.
En 1934, patentó su invento (patentes nº 436.290 y 457.536), basándose en la patente de lentes reflectantes de 1927 de Richard Hollins Murray. Un año después, se formó "Reflecting Roadstuds Ltd." para fabricar los dispositivos. Las ventas fueron inicialmente lentas, pero la aprobación del Ministerio de Transporte y el apagón de la Segunda Guerra Mundial dieron un gran impulso a la producción y la empresa, ubicada cerca de la casa de Shaw en Boothtown, creció en tamaño fabricando más de un millón de tacos reflectantes al año, que fueron exportados a todo el mundo. Una patente posterior añadió un depósito de agua de lluvia a la base de goma, que podía usarse para lavar los "ojos" de vidrio cuando un automóvil pasaba por encima del montante. La invención del "ojo de gato" tuvo tal éxito que en 1965 fue recompensado con una Orden del Imperio Británico.
Más tarde se volvió un tanto excéntrico, quitando las alfombras, cortinas y gran parte de los muebles de su aislada casa, y manteniendo cuatro televisores encendidos constantemente (sintonizados respectivamente en BBC1, BBC2 e ITV, todos con el sonido bajado), con el cuarto mostrando la BBC2 en color. Cada viernes, algunos amigos venían a la casa y Percy les suministraba cajas de cerveza embotellada y cajas de patatas fritas. Le dijo a Alan Whicker que la razón para mantener los televisores encendidos simultáneamente era para que sus amigos pudieran ver cualquiera de los canales existentes que eligieran, y así evitar discusiones. Su lujo más destacado fue un Rolls-Royce Phantom. Nunca se casó y murió de cáncer y enfermedades cardíacas en Boothtown Mansion, Halifax, donde había vivido todos menos dos de sus 86 años. A pesar de los rumores de una fortuna personal, su patrimonio fue admitido a legalización en diciembre de 1976 por un valor de 193.500 libras esterlinas. Era agnóstico, pero su funeral se celebró en la Iglesia Metodista Boothtown y fue incinerado en Elland.
En 2005, fue incluido como una de las 50 personas más importantes de Yorkshire en un libro de Bernard Ingham.

## Conmemoración
Un pub en Broad Street, Halifax, lleva el nombre de Shaw.  Una placa azul fue erigida en su honor por el Halifax Ciix Trust.